# Glüsing (Dithmarschen)
Glüsing er en by og kommune i det nordlige Tyskland, beliggende i Amt Kirchspielslandgemeinden Eider i den nordlige del af Kreis Dithmarschen. Kreis Dithmarschen ligger i den sydvestlige del af delstaten Slesvig-Holsten.

## Geografi
Kommunen er beliggende ved Landesstraße 149 mellem Hennstedt og Schalkholz. I kommunen ligger desuden Glüsingerberge.

### Nabokommuner
Nabokommuner er (med uret fra nord) kommunerne Hollingstedt, Delve, Schalkholz, Linden og Hennstedt (alle i Kreis Dithmarschen).